# Slap, Sevnica
Slap je naselje v Občini Sevnica.